# Raúl Alexandre
Pour les articles homonymes, voir Alexandre.
Raúl Alexandre est un footballeur portugais né le 22 janvier 1910 et mort à une date inconnue. Il évoluait au poste de milieu.

## Biographie

### En club
Raúl Alexandre est joueur du Vitória Setúbal de 1929 à 1932,.
En 1932, il rejoint l'Académico Porto, club qu'il représente durant cinq saisons avant de raccrocher les crampons,.

### En équipe nationale
International portugais, il reçoit une unique sélection en équipe du Portugal : le 30 novembre 1930, il dispute un match amical contre l'Espagne (défaite 0-1 à Porto).